# Майдан-Непрыски
Майдан-Непрыски (пол. Majdan Nepryski) — деревня в Билгорайском повете Люблинского воеводства Польши. Входит в состав гмины Юзефув. По данным переписи 2011 года, в деревне проживало 1286 человек.

## География
Деревня расположена на юго-востоке Польши, в пределах центральной части Расточья, к северу от реки Сопот, на расстоянии приблизительно 26 километров к востоку от города Билгорай, административного центра повета. Абсолютная высота — 273 метра над уровнем моря. Через населённый пункт проходит региональная автодорога 853.

## История
Согласно «Военно-статистическому обозрению Российской Империи», в 1847 году в деревне проживало 1283 человека. В административном отношении село входило в состав Замостского уезда Люблинской губернии Царства Польского. В период с 1975 по 1998 годы деревня входила в состав Замойского воеводства.

## Население
Демографическая структура по состоянию на 31 марта 2011 года:
|         | Всего | До трудоспособного возраста | Трудоспособного возраста | Старше трудоспособного возраста |
| ------- | ----- | --------------------------- | ------------------------ | ------------------------------- |
| Мужчины | 632   | 131                         | 414                      | 87                              |
| Женщины | 654   | 118                         | 369                      | 167                             |
| Всего   | 1286  | 249                         | 783                      | 254                             |